# Checkers Drive In Restaurants
Checkers Drive In Restaurants és una de les cadenes més grans de restaurants per agafar el menjar amb el cotxe dels Estats Units.
Amb Herbert G. Brown va ser el cap de la companyia que va assolir els 500 establiments i 20.000 treballadors i per això el 1991 fou nomenat emprenedor de l'any a Florida.
Es va convertir en una empresa privada el juny de 2006, combinant-se amb Taxi Holdings.